# Kepler-452b

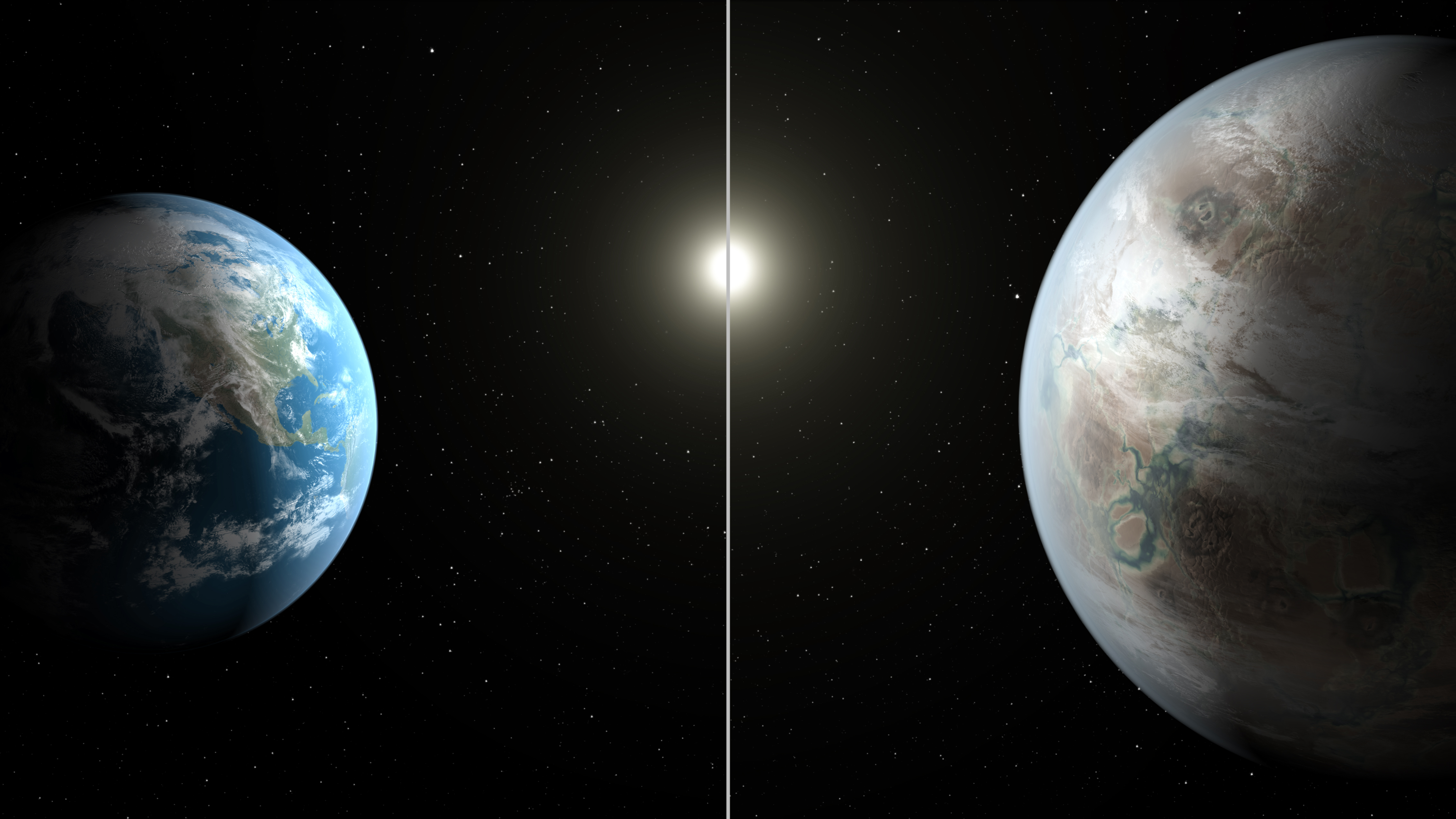
Concept artistic comparativ al dimensiunilor Terrei și Kepler-452b

Kepler-452b este o planetă ce orbitează în jurul stelei Kepler-452 (constelația 
Lebăda). Aceasta a fost identificată cu ajutorul telescopului spațial Kepler, descoperirea fiind anunțată public de către NASA la 23 iulie 2015. Este prima planetă „similară” Pământului descoperită în „zona locuibilă” a unei stele foarte asemănătoare cu Soarele; totodată este a doua, cea mai asemănătoare Pământului planetă cunoscută până în prezent (după Kepler-438B).
Intitulată într-un comunicat de presă drept Pământul 2.0, nou descoperita planetă se află la o distanță de 1.400 de ani lumină de Terra; ținând cont de actuala viteză a sondei New Horizons, cea mai rapidă la moment, aceasta ar ajunge la destinație în cca. 25,8 mln. de ani.

## Caracteristici

### Steaua părinte
Steaua „părinte” este în aceeași clasă spectrală ca Soarele (G2V), dar cu 20% mai luminoasă, ceea ce se datorează în principal vârstei mai înaintate de cca. 6 miliarde de ani, cu cca. 1,5 miliarde de ani mai mult decât Soarele (stelele își cresc luminozitatea pe măsură ce îmbătrânesc) dar și masei puțin mai mari (cu 3,7%). Steaua are un diametru cu 11% mai mare ca al Soarelui și o temperatură foarte apropiată: 5757K, spre deosebire de 5778K pentru Soare.

### Planeta
Planeta orbitează la o distanță de 1,046 u.a., adică cca. 5% mai mare ca distanța orbitală medie a Pământului, are o perioadă de revoluție de 385 de zile, comparativ cu cea a Pământului de 365 de zile.
Kepler-452b este cu aproximativ 60% mai mare în diametru decât Terra, și se găsește în mod preliminar în zona locuibilă a stelei „părinte”.
Este de 5 ori mai masivă ca Pământul și are o accelerație gravitațională la suprafață aprox. dublă, dar calcule ale masei planetei sunt doar estimative. Este o planetă telurică (terestră), dar probabil în categoria celor super-terestre, probabil activă geologic și vulcanică din cauza masei și densității crescute. Este probabil acoperită cu un strat des de nori de apă și cu o cantitate substanțială de apă în atmosferă. De la suprafață, steaua sa ar arăta aproximativ identic cu Soarele privit de pe Pământ.
Ar mai putea fi și o planetă gazoasă din categoria unui Mini-Neptun., dar pe baza măsurătorilor actuale are șanse mari să fie telurică.
Planeta primește cu 10% mai multă energie solară per suprafață ca Terra și ar putea susține un efect de seră scăpat de sub control, similar planetei Venus.